# 泰克尔·马蒂亚森
泰克尔·马蒂亚森 (丹麥語：Therkel Mathiassen, 1892年9月5日—1967年3月14日) 丹麦考古学家、民族学家。

## 生平
1921～1923年在哈得孙湾以西、以北发掘，发现图勒地区史前爱斯基摩文化。在哥本哈根大学所写博士论文《图勒地区爱斯基摩考古》（1927）为进一步研究爱斯基摩考古打下了基础。1929～1955年在格陵兰6次考古，继续研究爱斯基摩人古代遗迹。